# José Ramón Yepes

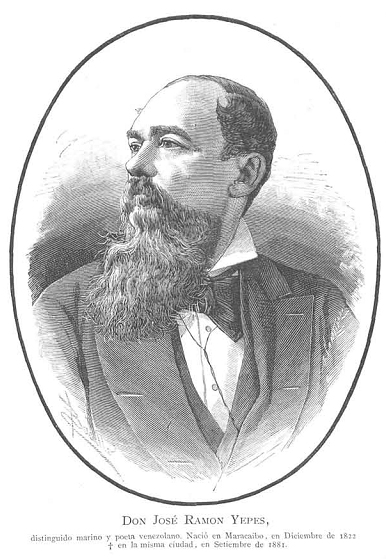
José Ramón Yepes.

José Ramón Yepes, född 1822 i Maracaibo, död där 1881, var en venezuelansk skald.
Yepes var till yrket sjöofficer och utmärkte sig genom oförskräckt mod i striderna på 1850-talet. Under sina resor på havet inspirerades han till mycket känsliga dikter, som Las nubes, Las orillas del lago, Santa Rosa de Lima, La golondrina med flera. La niebla är titeln på två filosofiska dikter, Las hijas de Perayanta är ett poem, som skildrar urinvånarnas liv, och de två prosadikterna Aneida och Iguaraya är konstnärligt fullödiga beskrivningar på tropiska scenerier i Chateaubriands stil.